# ジェフリー・エアンド
ジェフリー・エアンド（Geoffrey Arend、1978年2月28日 - ）は、アメリカ合衆国出身の俳優である。

## 出演作品

### テレビ
- ボディ・オブ・プルーフ 死体の証言（イーサン・グロス）
- クローザー
- ミディアム 霊能者アリソン・デュボア
- プライベート・プラクティス 迷えるオトナたち
- GREEK〜ときめき★キャンパスライフ
- LAW & ORDER:性犯罪特捜班
- GOLIATH
- ジ・オファー / ゴッドファーザーに賭けた男

### 映画
- デビル（ビンス・マコーミック）
- (500)日のサマー（マッケンジー）
- 最終突撃取材計画!
- プリティ・ライフ パリス・ヒルトンの学園天国
- リンガー! 替え玉★選手権（ウィンストン）